# Criticonoma phalacropis
Criticonoma phalacropis är en fjärilsart som beskrevs av Edward Meyrick 1915. Criticonoma phalacropis ingår i släktet Criticonoma och familjen äkta malar.
Artens utbredningsområde är Malawi. Inga underarter finns listade i Catalogue of Life.